# Henry Brown
Henry Joseph Brown (Dundalk, 1887 – Dublín, 26 de gener de 1961) va ser un jugador d'hoquei sobre herba irlandès que va competir a principis del segle xx.
El 1908 va prendre part en els Jocs Olímpics de Londres, on va guanyar la medalla de plata en la competició d'hoquei sobre herbal, com a membre de l'equip irlandès.